# 孟宗輿
孟宗輿（?—?），陝西省西安府長安縣人，清朝政治人物、同進士出身。
光緒二十九年（1903年），参加光緒癸卯科殿試，登進士三甲第127名。同年閏五月，著交吏部掣签分发各省，以知县即用。